# 술루해
술루해(Sulu Sea)는 필리핀 남서 권역의 바다이다. 팔라완섬에 의해 북서쪽의 남중국해와 구분되고, 술루 군도에 의해 남동쪽의 술라웨시해와 구분된다. 남서쪽에는 보르네오섬이 있으며 북동쪽에는 비사야 제도가 있다. 술루해에 있는 투바타하 암초 국립해양공원은 유네스코 지정 세계유산이다.